# Regis Philbin
Regis Francis Xavier Philbin (IPA: ˈriːdʒᵻs_ˈfɪlbᵻn; New York, 1931. augusztus 25. – Greenwich, Connecticut, 2020. július 24.) amerikai műsorvezető, színész és énekes volt. Egy időben a "showbiznisz legszorgalmasabb emberének" nevezték.
A Notre Dame Egyetemen diplomázott, ezután a hadseregben szolgált. Televíziós karrierje a The Tonight Show-ban kezdődött az ötvenes években. Első jelentősebb szerepe Joey Bishop csatlósa volt a The Joey Bishop Show-ban. Leginkább a Live! with Regis and Kathie Lee egyik műsorvezetőjeként ismert. A műsor többször is nevet változtatott: 2001-ben Live! with Regis and Kelly lett, 2011-ben pedig Live! with Kellyvé módosult, mert Philbin kilépett. Ő volt továbbá a Legyen Ön is milliomos! amerikai változatának, a Who Wants to Be a Millionaire?-nek az eredeti műsorvezetője.
A Million Dollar Password és az America’s Got Talent  első évadának műsorvezetője is volt. Több tévésorozatban és filmben is szerepelt.

## Élete
Regis Francis Xavier Philbin 1931. augusztus 25.-én született Manhattanben. Apja, Francis "Frank" Philbin tengerész volt, míg anyja, Filomena ("Florence"; születési nevén Boscia) egy italoalbán család tagja volt. Katolikus hitben nevelkedett. A "Regis" nevet onnan kapta, hogy apja azt szerette volna, ha fia az elit Regis High Schoolban tanulna. Sokáig azt hitték, hogy egyke, azonban a Live with Regis and Kelly 2007. februári adásában bejelentette, hogy volt egy testvére, Frank (1951. március 1. - 2007. január 27.) Philbin szerint a testvére megkérte, hogy ne említse a nevét a televízióban vagy a sajtóban. Ezt azért tette, hogy védje a magánéletét.
A bronxi Van Nest-ben nőtt fel. Az Our Lady of Solace iskolában tanult, és a Cardinal Hayes High School tanulójaként érettségizett. Ezt követően a Notre Dame Egyetemen tanult, ahonnan 1953-ban diplomázott. Ezután a haditengerészetnél szolgált.

## Magánélete
1955-től 1968-ig Catherine Faylen (Frank Faylen színész lánya) volt a felesége. Két gyermekük született: Amy és Daniel. 1970-ben házasodott össze Joy Senese lakberendezővel. Két lányuk született: Joanna és J. J. Philbin szabadidejét a manhattani lakásában és a greenwichi házában töltötte.
Nagy sportrajongó volt, főleg a baseballért és a futballért rajongott. Kedvenc csapatai a New York Yankees és a Notre Dame Fighting Irish voltak.
1984 márciusában nyitott egy Ford-kereskedést az arizonai Gilbertben, de mivel azon a környéken már így is sok autókereskedés volt, így a szalon 1988-ban bezárt.
Ismertnek számított arról is, hogy gondjai voltak a technológiával; nehezen kezelte a távirányítót és a DVD-lejátszót, ritkán használta a számítógépet, és 2008 szeptemberéig mobiltelefonja sem volt. Azonban nem utasította vissza teljesen a technológiát; egész egyszerűen Senese intézte a telefonhívásokat és az emailjeit.

## Halála
2020. július 24.-én hunyt el szívroham következtében, egy greenwichi kórházban. 88 éves volt. A Cedar Grove temetőben helyezték örök nyugalomra.

## Diszkográfia
- It's Time for Regis! (1968)
- When You're Smiling (2004)
- The Regis Philbin Christmas Album (2005)
- Just You. Just Me. (2009)